# Huaqiao (köpinghuvudort i Kina, Jiangsu Sheng, lat 31,30, long 121,08)
Huaqiao är en köpinghuvudort i Kina. Den ligger i provinsen Jiangsu, i den östra delen av landet, omkring 230 kilometer öster om provinshuvudstaden Nanjing. Antalet invånare är 104 969. Befolkningen består av 44 806 kvinnor och 60 163 män. Barn under 15 år utgör 4,0 %, vuxna 15-64 år 89 %, och äldre över 65 år 5,0 %.
Runt Huaqiao är det mycket tätbefolkat, med 1 095 invånare per kvadratkilometer. Närmaste större samhälle är Anting, 6,9 km öster om Huaqiao. Trakten runt Huaqiao består till största delen av jordbruksmark.
Genomsnittlig årsnederbörd är 1 436 millimeter. Den regnigaste månaden är augusti, med i genomsnitt 208 mm nederbörd, och den torraste är januari, med 53 mm nederbörd.